# KF:s oändlighetssymbol

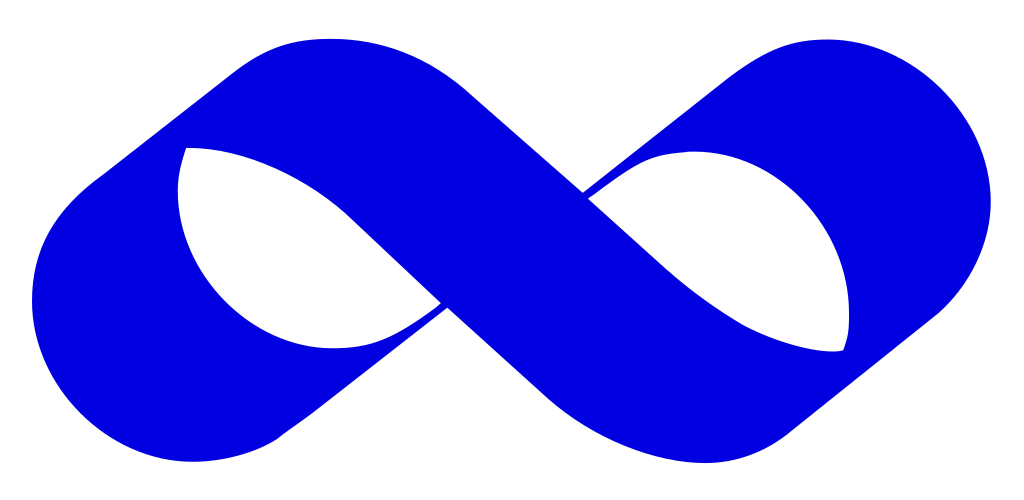
KF:s oändlighetssymbol.

KF:s oändlighetssymbol var symbol för Kooperativa förbundet, dess verksamheter och deltagande konsumentföreningar från 1967. Symbolen är en fastställd grafisk utformning av ett möbiusband.
När symbolen först lanserades introducerades den som "Märket för köptrygghet". Den hade dock inte något beständigt namn, vilket ledde till att ett antal benämningar förekom. Andra namn utöver "oändlighetssymbolen" som använts för att beskriva symbolen har varit "liggande åttan", "Möbiusbandet" och "Konsumkringlan".

## Historik

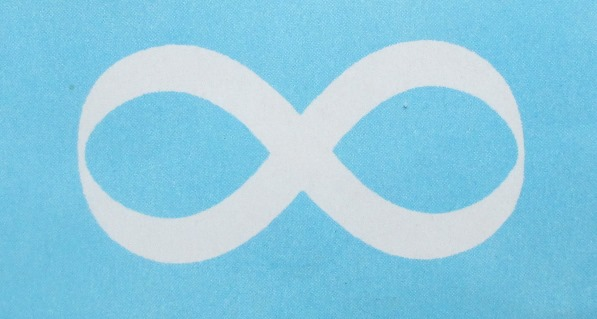
Variant av "Utan gränser"-symbolen utan text.

### Utan gränser 1957
En föregångare till oändlighetssymbolen hade tagits fram 1957 för utställningen "Utan gränser" som hölls på Mosebacke torg i samband med att Internationella kooperativa alliansen höll sin kongress i Stockholm. Symbolen var ett band med texten "Utan gränser" och Internationella kooperativa alliansens initialer ACI (franska/spanska), ICA (engelska), IGB (tyska) och MKA (ryska). Utställningen invigdes den 2 augusti 1957. Ansvarig för utställningen var David Westman på KF:s egen reklambyrå, Annonsbyrån Svea.
"Utan gränser"-symbolen användes därefter sporadiskt i olika konsumentkooperativa sammanhang.
KF hade sedan tidigare en symbol bestående av dess initialer korslagda i en ring. Denna användes dock främst av KF centralt. Vid den här tidpunkten bestod KF av 300 konsumentföreningar, olika kedjor och flera industrier, varav många hade egna logotyper och symboler.

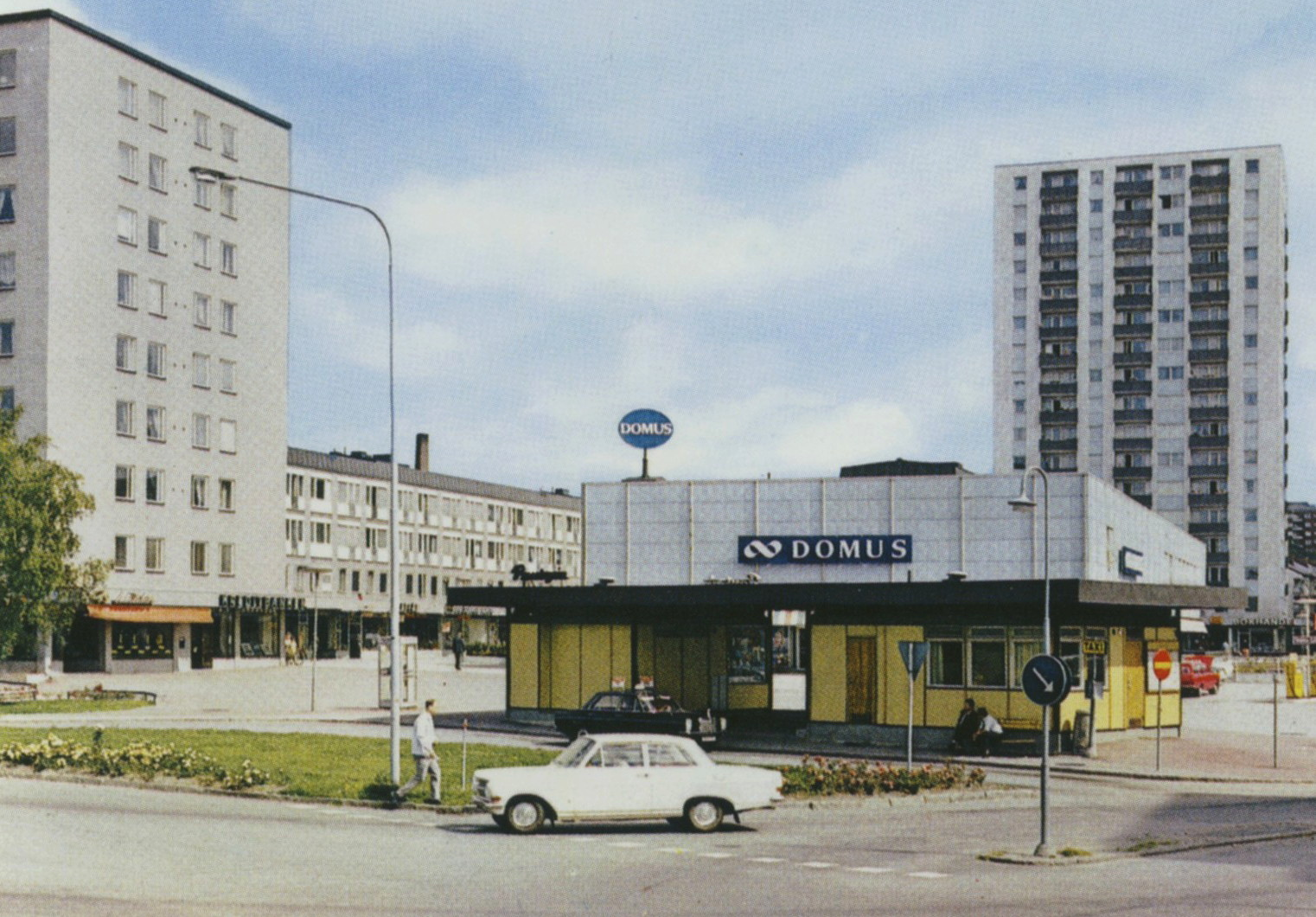
Domus i Huddinge.

### Symbolen skapas
Olika försök att skapa ett gemensamt uttryck för hela KF hade gjorts redan under 1950-talet, men fick förnyad fart under 1960-talet. År 1964 lanserade dessutom en av KF:s främsta konkurrenter Ica en ny logotyp och profil, skapad av Rune Monö och Ervaco, som ersatte ett antal lokala namn och symboler.
År 1964 började Svea arbetet med att fram en gemensam symbol för hela konsumentkooperationen, baserat på utställningssymbolen från 1957. Arbetet leddes av Mats Erik Molander, Björn Petersson och David Westman. Tre formgivare arbetade med att ta fram nya symboler, men den man slutligen valde var ritad av Paul Persson. Sammanlagt engagerade profilbytet runt 230 personer på Svea.
Den nya symbolen etablerade även blått som kooperationens profilfärg. Konsum och KF hade dittills bland annat haft grönt som profilfärg. Ett särskilt typsnitt togs fram som skulle harmoniera med symbolen. Detta typsnitt användes för skyltar och logotyper för kedjor och producenter, inklusive Konsum och Domus. För rubriker och brödtext användes olika varianter av typsnittet Times.

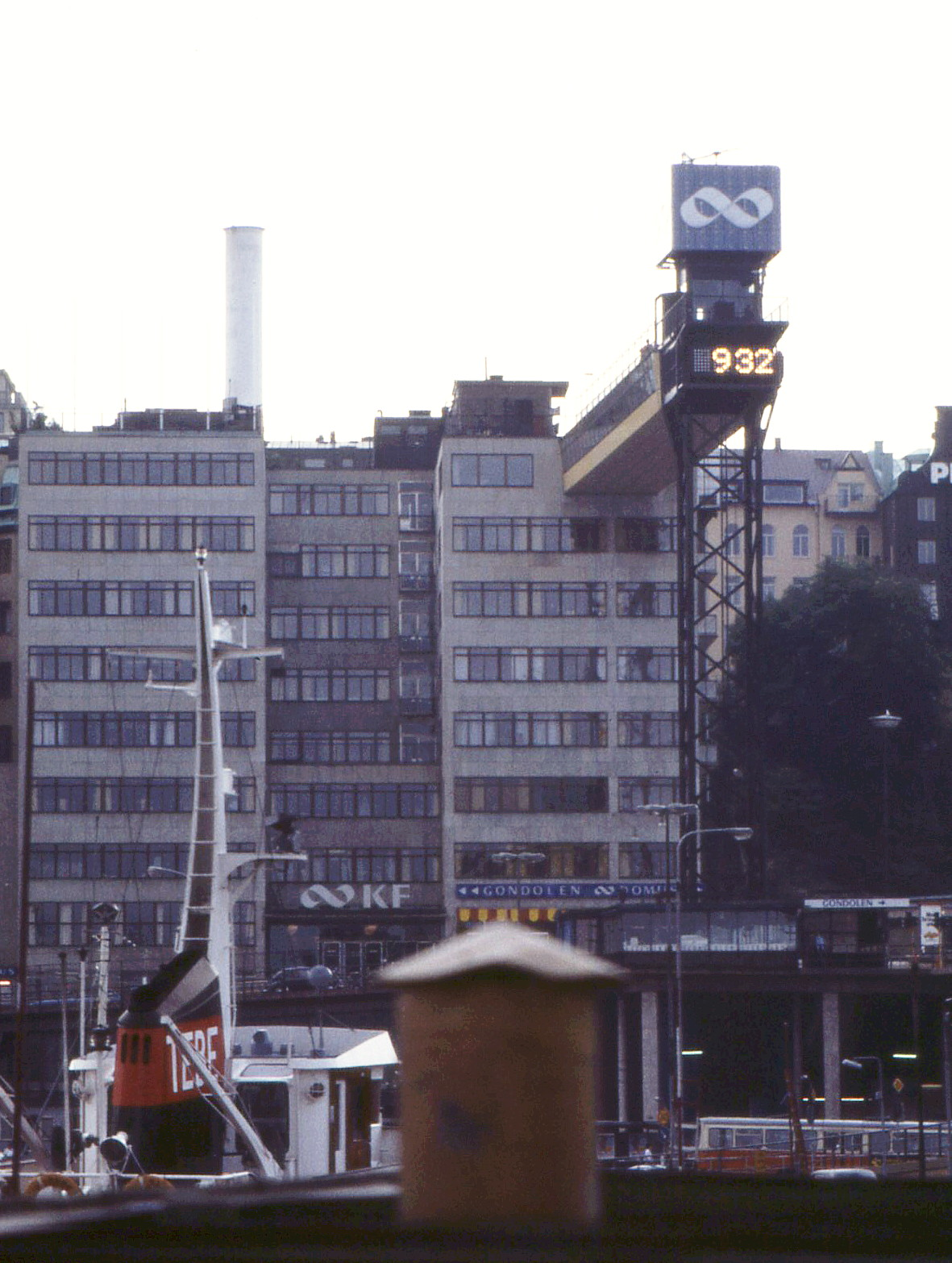
Katarinahissen 1978.

### Lansering
Reklamkampanjen för lanseringen av symbolen inleddes den 1 januari 1967. Helsidesannonser introducerade symbolen som "Märket för köptrygghet" och under dess första år i bruk följdes symbolen ofta av texten "Märket för köptrygghet i Konsum och Domus" i annonser. Symbolen skulle bli ett gemensamt märke för alla landets konsumentföreningar och företag inom KF. En särskild interntidning, Symbolinformation, gavs ut varje vecka för att samla de anställda runt symbolen och hjälpa till med dess införande.
Lanseringskampanjen var en av de största dittills i Sverige. Det uppgavs ha kostat 12 miljoner att lansera märket och byta skyltar. Enligt KF:s undersökningar kunde 42 procent av befolkningen känna igen symbolen efter två veckor, vilket ökade till 89 procent vid slutet av 1967.
Införandet att symbolen innebar även att man i högre grad standardiserade Konsum och Domus som butiksnamn. I Malmöområdet hade Konsumentföreningen Solidar främst använt sitt eget namn och det var i samband med oändlighetssymbolens införande som man avskaffade Solidar som butiksnamn och gick över till Konsum.
Vid kongressen 1976 fattades ett beslut om att symbolen skulle kunna användas även av kooperativa verksamheter utanför KF.
KF:s industrier började gradvis införa den liggande åttan i kombination med existerande varumärkesnamn som Cirkel, Winner, Goman, Eve och Juvel. Det nya typsnittet började också i varierande grad användas för varumärkenas logotyper. Från december 1980 började många av dessa namn ersättas av varumärket Coop, med en tydligare framhävning av KF-kringlan. Sedan januari 1979 hade kringlan även använts för det "märkeslösa" lågprissortimentet Blåvitt.

### Nedgång
Under senare 1980-talet och början av 1990-talet genomgick KF omfattande organisationsförändringar.
Uppslutningen runt Coop som produktvarumärke hade inte blivit total och vissa KF-industrier började återgå till de gamla namnen. År 1986 stod det klart att Coop skulle avvecklas som produktmärke. Som skäl angavs bland annat att privata handlare inte ville sälja produkter med KF-kringlan. De kooperativa butikerna började ta in fler varor som tidigare främst sålts i privata butiker och de egna industrierna såldes av, varefter deras produkter inte längre bar den liggande åttan.
Samtidigt började man frångå butikernas tidigare enhetliga blåvita utformning. Flera Servus-butiker började runt 1986 övergå till en röd utformning med egen logotyp. År 1989 började Konsumbutikerna i Stockholm övergå till att använda en ny grön logotyp och slutade i samband med detta att använda den liggande åttan i kombination med namnet Konsum. Överlag började KF satsa på att profilera butikerna som ingående i olika kedjor, snarare än som en del av en samlad organisation. Den liggande åttan fick därmed minskad betydelse.

### Avskaffande
I mars 1995 presenterade KF en ny symbol kallad "Vågen" som ersatte den liggande åttan. Den nya symbolen var skapad av Landor Associates och behöll formen av en liggande åtta men delade upp den i blåa och gröna vågor. För lanseringskampanjen stod Torbjörn Lenskog och Sören Blanking. För den nya symbolen hade man uttryckligen som mål att den skulle symbolisera kooperationen som helhet, men att butikskedjorna skulle ha egna identiteter. Symbolen användes också för det nya MedMera-kortet som lanserades hösten 1995. Vågen användes även för andra koncerngemensamma funktioner, såsom distribution där lastbilarna kläddes in med Vågen i form av spridda skärgårdsöar. På Katarinahissen sattes symbolen upp i juni 1995.
Vågen förekom på ett frimärke 1999 när KF firade hundra år och Posten gav ut ett frimärke ritat av Svenolov Ehrén.
I september 2001 presenterade KF nya butiksprofiler som byggde på namnet Coop, vilket gav Vågen en ännu mer tillbakadragen roll. Vågen togs ner från Katarinahissen i oktober 2001. MedMera-kortet bytte namn till Coop Medmera och alla korten ersattes under år 2002. Även lastbilar och dylikt skyltades om med den nya Coop-identiteten. Vågen har dock kvarstått som symbol för KF som organisation.
Trots att KF avskaffade oändlighetssymbolen 1995 överlevde den under en tid på butiksfasader och dylikt några år därefter, i synnerhet i de områden där de kooperativa butikerna inte överlåtits till KF centralt. Konsum Gotland skyltade med oändlighetssymbolen fram till 2012 när föreningen bytte namn till Coop Gotland. Den gamla skylten magasinerades hos KF:s museum.
Coop Flanaden (gamla Domus) i centrala Oskarshamn hade år 2021 fortfarande evighetssymbolen uppsatt på en hög pelare. Även Dalsjöfors konsumentförening med en butik i Dalsjöfors använde år 2021 fortfarande oändlighetssymbolen.

## I andra länder

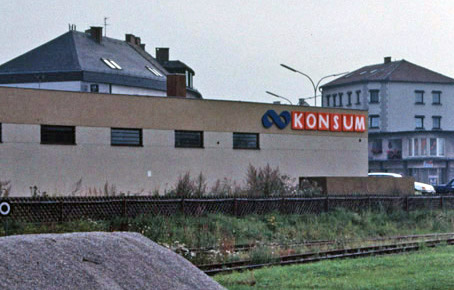
Konsum i Gmünd, Niederösterreich.

KF:s oändlighetssymbol kom även att användas av Österrikes största konsumentkooperativa dagligvarukedja Konsum Österreich(de). Österrikiska Konsum verkar ha börjat använda symbolen under senare delen av 1970-talet när ett antal konsumentföreningar slogs ihop med KF:s österrikiska motsvarighet (GöC) för att bilda en nationell organisation.
KF ska ha låtit utländska kooperativa verksamheter använda symbolen utan ersättning, vilket gav den viss spridning i andra länder. I slutet av 1970-talet ska den exempelvis ha använts av en butik i Nairobi.